# 28074 Matgallagher
28074 Matgallagher è un asteroide della fascia principale. Scoperto nel 1998, presenta un'orbita caratterizzata da un semiasse maggiore pari a 2,9040561 UA e da un'eccentricità di 0,0337980, inclinata di 2,24169° rispetto all'eclittica.